# Duboisius barri
Duboisius barri är en skalbaggsart som beskrevs av Abdullah 1964. Duboisius barri ingår i släktet Duboisius och familjen kvickbaggar. Inga underarter finns listade i Catalogue of Life.